# Grid 2
Grid 2 je závodní videohra vyvinutá a vydaná společností Codemasters pro Microsoft Windows, PlayStation 3 a Xbox 360. Jedná se o osmou hru ze série TOCA. V září 2014 vydala společnost Feral Interactive edici Reloaded Edition pro operační systém OS X.

## Hratelnost
Hra Grid 2 obsahuje řadu skutečných míst a měst. Zahrnuje motorová vozidla ze čtyř desetiletí. Kromě toho obsahuje nový systém ovládání, který vývojáři ze společnosti Codemasters nazvali „TrueFeel“ a jehož cílem je najít zlatý střed mezi realističností a přístupností. Závody neobsahují pohled první osoby.
Před některými závodními režimy dostanou závodníci předem daná auta a další si mohou odemknout prostřednictvím výzev týkajících se těchto vozidel. Vzhled vozů si hráč může přizpůsobit pomocí přednastavených grafických návrhů nebo různými barevnými odstíny.

### Světová série závodů
Světová série závodů (WSR) je závodní akce, která se koná na různých tratích po celém světě. Obsahuje také režim nazvaný LiveRoutes, v němž se trať okruhu dynamicky mění. Obsahuje mnoho typů závodu: Race, Time Attack, Drift, Eliminator, Checkpoint, Touge a Vehicle Challenges.

## Marketing
V květnu 2013 vydala společnost Codemasters speciální edici hry v hodnotě 125 000 liber, která zahrnovala superauto BAC Mono s motivem Grid a prohlídku továrny BAC..
Hra Grid 2 sponzorovala vůz #18 GameStop Toyota Matta Kensetha během závodu NASCAR Nationwide Series na Dover International Speedway.